# Кіномото
Кіномото (яп. 木之本町, кіномото тьо ) — містечко в Японії, у північно-східній частині префектури Сіґа. Засноване 1 червня 1943 року.
У 1583 році на території містечка відбулася битва при Сідзуґатаке.